# Хибалівська сільська рада
Хи́балівська сільська́ ра́да — адміністративно-територіальна одиниця та орган місцевого самоврядування в Куликівському районі Чернігівської області. Адміністративний центр — село Хибалівка.

## Загальні відомості
Хибалівська сільська рада утворена у 1922 році.
- Територія ради: 43,2 км²
- Населення ради: 782 особи (станом на 2001 рік)

## Населені пункти
Сільській раді підпорядковані населені пункти:
- с. Хибалівка

## Склад ради
Рада складається з 12 депутатів та голови.
- Голова ради: Глушко Микола Вікторович
- Секретар ради: Данілевська Галина Сергіївна

### Керівний склад попередніх скликань
| Прізвище, ім'я, по батькові | Основні відомості                                                               | Дата обрання | Дата звільнення |
| --------------------------- | ------------------------------------------------------------------------------- | ------------ | --------------- |
| Коваленко Василь Вікторович | Сільський голова, 1955 року народження, освіта середня спеціальна, безпартійний | 26.03.2006   | 31.10.2010      |
| Коваленко Василь Вікторович | Сільський голова, 1955 року народження, освіта середня спеціальна, безпартійний | 31.10.2010   | 29.01.2014      |
| Глушко Микола Вікторович    | Сільський голова, 1971 року народження, освіта вища                             | 25.05.2014   |                 |

Примітка: таблиця складена за даними сайту Верховної Ради України

### Депутати
За результатами місцевих виборів 2010 року депутатами ради стали:

#### За суб'єктами висування
| Суб'єкт висування                 | Кількість обраних депутатів | %   |
| --------------------------------- | --------------------------- | --- |
| Партія регіонів                   | 9                           | 75  |
| Політична партія «Сильна Україна» | 1                           | 8,3 |
| Самовисування                     | 1                           | 8,3 |
| Соціалістична партія України      | 1                           | 8,3 |

#### За округами
| № округу                          | Прізвище, ім'я, по батькові      | Дата визнання обраним | Освіта             | Партійна приналежність                  | Відомості про обраного депутата                                           |
| --------------------------------- | -------------------------------- | --------------------- | ------------------ | --------------------------------------- | ------------------------------------------------------------------------- |
| Партія регіонів                   |                                  |                       |                    |                                         |                                                                           |
| 2                                 | Циндрик Валентина Олександрівна  | 02.11.2010            | середня            | позапартійна                            | Хибалівський відділ зв'язку, завідувачка Хибалівського відділення зв'язку |
| 3                                 | Бобро Василь Миколайович         | 02.11.2010            | середня спеціальна | член Народної партії                    | Хибалівська сільська рада, землевпорядник                                 |
| 4                                 | Ворошило Тетяна Олександрівна    | 02.11.2010            | середня            | член Партії регіонів                    | Хибалівська сільська рада, касир                                          |
| 5                                 | Свинарьова Валентина Анатоліївна | 02.11.2010            | середня спеціальна | позапартійна                            | Хибалівська сільська бібліотека, бібліотекар                              |
| 6                                 | Сидоренко Валентина Федорівна    | 02.11.2010            | середня спеціальна | член Партії регіонів                    | Хибалівська сільська рада, соціальний працівник                           |
| 7                                 | Науменко Тетяна Петрівна         | 02.11.2010            | середня            | член Партії регіонів                    | приймальник молока                                                        |
| 8                                 | Тищенко Василь Іванович          | 02.11.2010            | середня спеціальна | позапартійний                           | тимчасово не працює                                                       |
| 11                                | Степаненко Ольга Миколаївна      | 02.11.2010            | середня спеціальна | член Політичної партії «Наша Україна»   | підприємець                                                               |
| 12                                | Данілевська Галина Сергіївна     | 02.11.2010            | вища               | член Партії регіонів                    | Хибалівська сільська рада, секретар                                       |
| Політична партія «Сильна Україна» |                                  |                       |                    |                                         |                                                                           |
| 10                                | Бобро Анатолій Володимирович     | 02.11.2010            | середня            | член Політичної партії «Сильна Україна» | тимчасово не працює                                                       |
| Соціалістична партія України      |                                  |                       |                    |                                         |                                                                           |
| 9                                 | Овраменко Анатолій Миколайович   | 02.11.2010            | вища               | член Партії регіонів                    | приймальник молока                                                        |
| Самовисування                     |                                  |                       |                    |                                         |                                                                           |
| 1                                 | Сидоренко Михайло Іванович       | 02.11.2010            | середня спеціальна | позапартійний                           | Хибалівський будинок культури, директор будинку культури                  |